# Lunar Cop - Poliziotto dello spazio
Lunar Cop - Poliziotto dello spazio (Lunarcop) è un film del 1995 diretto da Boaz Davidson. È un film di fantascienza di ambientazione post apocalittica, anche noto col titolo Solar Force.

## Distribuzione
Il film è noto anche coi titoli Solar Force, Astrocop, Luna Cop.

## Critica
Fantafilm considera il film una "non memorabile pellicola" che si aggiunge "all'interminabile filone del cinema post-apocalittico", con protagonista Michael Paré, "attore assai attivo nel circuito dei B-Movies, al quale raramente - in una carriera ormai più che ventennale - sono stati affidati ruoli significativi in produzioni di livello superiore."